# Hans Mathis
Hans Mathis (* 13. Juli 1882 in Straßburg; † 23. November 1944 in Niederbronn, Elsaß) war ein deutscher Maler, der aufgrund seiner akademischen Ausbildung der sogenannten Münchner Schule zuzurechnen ist. Zu seinem Hauptwerk zählen Stadt- und Naturlandschaften, Stillleben und Genrebilder, vor allem aber auch Porträts, darunter von bedeutenden Persönlichkeiten der Münchener Gesellschaft. Sein Malstil zeigt sich im Naturalismus und Realismus der Zeit, wobei seine oft breite, lockere Pinselführung dem späten Impressionismus folgt, wie dies bei zeitgleich wirkenden Malern etwa aus dem Künstlerkreis „Die Scholle“ wie Leo Putz, Adolf Münzer, Walter Püttner, aber auch dem älteren Wilhelm Trübner zu sehen ist.

## Leben
Hans Mathis entstammte einer großbürgerlichen Familie und wuchs mit seinem Bruder und einer Schwester in seiner Geburtsstadt auf. Durch seinen ersten Kunstlehrer Lothar von Seebach angeregt, widmete er sich der „brotlosen Kunst“ – wie so oft – entgegen dem Willen der Eltern. 23-jährig übersiedelte er 1905 nach dem damals in der Hochblüte der Kunst stehenden München, um hier bis 1927 zu bleiben. Hier studierte er am Polytechnikum bei dem Architekten und Kunstgewerbler Adolf Seder. An der Münchener Akademie wurde er Schüler von Peter von Halm, dessen legendärer Zeichenunterricht nahezu Pflicht war, und dessen Schulung ihn auch später zu einem erfolgreichen Illustrator und Karikaturisten werden ließ. Im Fach der Malerei studierte er bei den Professoren Carl von Marr und Ludwig von Löfftz. Dabei widmete er sich weit mehr der moderneren Auffassung Carl von Marrs. Auch die Freundschaft mit dem Hamburger Adolf Heller (1874–1914), und dessen Stil der Düsseldorfer und Pariser Schulung hatte Wirkung auf Mathis, der sich nunmehr besonders auch dem Porträtfach widmete und zudem seine Eindrücke der Parisreisen von 1901 und später nachwirken lassen konnte. Das Angebot einer Professur an der Münchner Akademie lehnte er jedoch ab, um sich mehr seinen Reisen nach Paris, in die Bretagne, die Provence oder nach Italien widmen zu können.
Mathis nahm intensiv am Leben der Münchner Künstlergesellschaften teil. Sein Atelier unterhielt er im Künstlerviertel Schwabing, in der Herzogstraße 51. Als Mitglied der „Elf Scharfrichter“ stand er im Freundeskreis des „Simplicissimus“, wie Bruno Paul, Olaf Gulbransson oder Karl Arnold, die sich regelmäßig im „Alten Simpl“ in der Türkenstraße trafen. Weitere enge Malerfreunde waren Leo Samberger, Hans Best, Heinrich von Zügel, Angelo Jank, Hugo von Habermann, Charles Vetter, Albert Weisgerber, Paul Paede und P. J. Walch.
Als Porträtist schuf er Bildnisse auch bedeutender Persönlichkeiten der Gesellschaft, wie etwa des bekannten Münchner Arztes und Schriftstellers Felix Schlagintweit, der den Maler neben Leo Putz und anderen auch in seiner Biographie verewigt hat. Im Porträt wie im Genre, im Interieurfach oder Stillleben steht die Qualität seiner Werke denen von Putz oder Püttner kaum nach, wenngleich sein Bekanntheitsgrad durch den Kriegsverlust eines sehr großen Teils seiner Werke beeinträchtigt ist. Zahlreiche Bilder wurden nach Einlagerung bei seiner Schwester in Straßburg, andere in seinem Münchner Atelier bei Bombenangriffen zerstört. Seine Ehefrau Betty, von der sich einige Porträts von Rang erhalten haben, besorgte die Galerie-Verhandlungen. Sein Erfolg erlaubte ihm, in Schwabing eine Künstlervilla in der Ungererstraße zu errichten, ein Traum, der jedoch aufgrund der Inflationszeit zerbrach. 1927 ging er zurück nach Straßburg. In den späteren Jahren überwogen seine Reisen durch Bayern, oft in Begleitung des Malers Fritz Gärtner, um hier Landschaftseindrücke festzuhalten, heute wertvolle Dokumente der Vorkriegszeit. 49-jährig erlitt er eine Lähmung beider Beine nach einem Badeunfall und zog in ein Sanatorium in Niederbronn, wo er bis zu seinem Tode weiter malte. Straßburg wurde demgemäß auch Ort mehrerer Nachkriegsausstellungen. Werke seiner Hand sind in zahlreichen privaten und öffentlichen Sammlungen. Das Bildarchiv wird von dem Kunsthistoriker Alexander Rauch im Auftrag der Nachlasserben verwaltet.

## Mitgliedschaften
- Verband Straßburger Künstler (heute AIDA),
- Reichsverband Bildender Künstler (R. B. K.)
- Münchner Künstlergenossenschaft (MKG)

## Ausstellungen (Auswahl)
- 1909: Glaspalast München, X. Internationale Kunstausstellung
- 1910: Deutsche Kunstausstellung München im Schrannen – Pavillon
- 1912: Glaspalast München, Münchner Jahresausstellung
- 1914–1919 – 1921: Glaspalast München
- 1922: Münchner Künstlergenossenschaft Sammelausstellung Hans Mathis
- 1925–1928: Glaspalast München Jahresausstellungen
- Große Berliner Kunstausstellung
- Ausstellung der „48“
- 1932 und 1938: Elsässisches Kunsthaus, Straßburg
- 1942: Straßburg, Ausstellung zusammen mit Hagemann
- 1966: Straßburg, Neue Galerie im Museum Moderner Kunst, Kurator Victor Beyer
- 1968: München: Nachlass- und Gedächtnisausstellung im Institut français München.
- 1968: München, Haus der Kunst: „100 Jahre Münchner Künstlergenossenschaft“

## Werke
- Stillleben (Lw. 65 × 80 cm.) München, Städtische Galerie im Lenbachhaus
- Schwabinger Kircherl Münchner Stadtmuseum
- Damenporträt (Ehefrau des Künstlers) 1909,(Lw. 121,5 × 98 cm.), ehem. Sotheby’s London, jetzt Privatbesitz München.
- Selbstbildnis (München, Privatbesitz/Nachlass)
- Porträt der Malerin Nelly Stulz, um 1914, Kunstmuseum Schloss Rohan, Straßburg
- Interieur, 1938, Kunstmuseum Schloss Rohan, Straßburg